# Simon Ferenc (labdarúgó)
Simon Ferenc (1886. – 1919.) válogatott labdarúgó, balfedezet. A Tanácsköztársaság idején a Vörös Hadseregben harcolt és egy folyami átkelés során a Tiszába fulladt.

## Pályafutása

### Klubcsapatban
A BTC labdarúgója volt. Egyszeres bajnoki bronzérmes volt a csapattal. 1912 és 1914 között a MAC együttesében szerepelt. Bár balfedezet volt, de csak jobb lábbal kezelte megfelelően a labdát. Lendületes, határozott játékos volt.

### A válogatottban
1908-ban egy alkalommal szerepelt a magyar labdarúgó-válogatottban.

## Sikerei, díjai
- Magyar bajnokság
  - 3.: 1908–09

## Statisztika

### Mérkőzése a válogatottban
| Magyarország | Magyarország     | Magyarország               | Magyarország | Magyarország | Magyarország | Magyarország | Magyarország | Magyarország |
| #            | Dátum            | Helyszín                   | Hazai        | Eredmény     | Vendég       | Kiírás       | Gólok        | Esemény      |
| ------------ | ---------------- | -------------------------- | ------------ | ------------ | ------------ | ------------ | ------------ | ------------ |
| 1.           | 1908. június 10. | Budapest, Millenáris-pálya | Magyarország | 0 – 7        | Anglia       | barátságos   | -            |              |
|              | Összesen         |                            |              | 1            | mérkőzés     |              | 0            | gól          |